# Tom Sweep
Tom Sweep es un cortometraje de animación realizado por Michaël Dudok de Wit en 1992.

## Acerca de la película
El autor, Michaël Dudok de Wit, dijo que "Tom BarriSweepdo" estaba destinado formar parte de una serie de películas. A diferencia de los dos siguientes películas "El Monje y el Pez" (1994) y "Padre e Hija" (2000), está estructurado en torno a un ángulo de cámara único.